# سافرجت

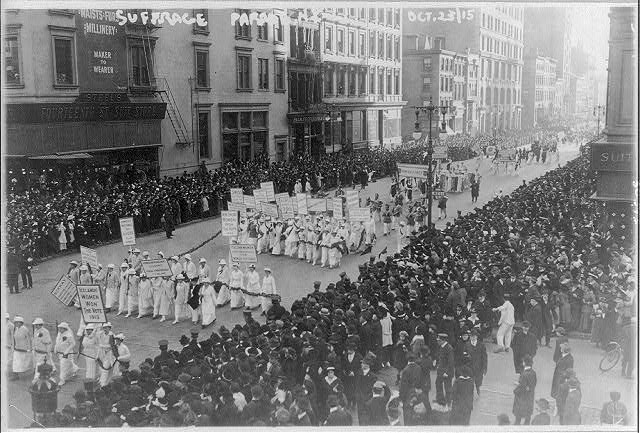
سافرجت‌ها در سال ۱۹۱۵ در نیویورک تظاهرات می‌کنند

سافرِجت (به انگلیسی: Suffragette) که از ریشهٔ لاتین سوفراژوم sufragium به معنی «حق رای» یا «طرفدار حق رای زنان» می‌آید، اصطلاحی است که به اعضای جنبش زنان اواخر سده نوزدهم مخصوصاً در بریتانیای کبیر گفته می‌شود که تحت تأثیر روشهای اعتراض روسی مانند اعتصاب غذا برای احقاق حقوق خود استفاده می‌کردند.

## پیشینه
کلمهٔ سافراجت عموماً شامل شبه‌نظامی‌هایی در بریتانیای کبیر است که عضو اتحادیهٔ اجتماعی و سیاسی زنان بوده‌اند، اما به‌طور مشخص به زنان فعال در جنبش حق رأی گفته می‌شود.
اصطلاح سافراجت عموماً با فعالیت‌های اتحادیه اجتماعی و سیاسی زنان در بریتانیا مرتبط است که املین پنکهرست آن را رهبری می‌کرد.
در جزیرهٔ مَن (واقع در دریای ایرلند) زنانی که صاحب ملک بودند در سال ۱۸۸۱ حق داشتند در انتخابات پارلمانی رای بدهند. نیوزیلند اولین کشور خودمختاری بود که به همه زنان بالای ۲۱ سال در سال ۱۸۹۳ حق رای در انتخابات پارلمانی داد. زنان استرالیای جنوبی در سال ۱۸۹۵ به چنین حقی رسیدند. در ایالات متحده زنان سفید بالای ۲۱ سال در قلمروی غربی ایالت میومینگ از ۱۸۶۹ و در یوتا از ۱۸۷۰ حق رای داشتند.
با این وجود زنان بریتانیا تا سال ۱۹۰۳ از چنین حقی برخوردار نبودند و خانم پنکهرست به این نتیجه رسید که جنبش حق رای زنان برای این که مؤثر باشد باید به روش‌های افراطی و شبه‌نظامی روی بیاورد. کارزار زنان عضو اتحادیه اجتماعی سیاسی زنان به مرور خشن‌تر شد. آسیب زدن به املاک و اعتصاب غذا باعث شد حکومت هم دست به اقدام‌های خشن مانند زندانی کردن زنان و خورانیدن اجباری آنها شد تا این که با آغاز جنگ جهانی اول در سال ۱۹۱۴ مدتی این کارزار به تعویق افتاد.
زنان بریتانیایی بالای ۳۰ سال بالاخره در سال ۱۹۱۸ برای اولین بار به حق رای رسیدند و در سال ۱۹۲۸ این حق شامل حال همه زنان بالای ۲۱ سال شد. مورخان بر سر این موضوع اختلاف دارند که تاکتیک‌های شبه‌نظامی باعث پیروزی جنبش حق رای شد یا مرور زمان، زنان را به حق‌شان رساند.

### در سینما
دی دبلیو گریفیت یکی از پیشروترین فیلمسازان سینمای صامت، در فیلم در دوردست شرق، عمه آنا را به صورت یک سافرجت با عقایدی احمقانه نشان می‌دهد و آشکارا فمینیسم را مسخره می‌کند. در سال ۲۰۱۵ در بریتانیا فیلمی با نام سافرجت ساخته شد.